# Église Saint-Jacques d'Amiens
L'église Saint-Jacques d'Amiens est une église du centre-ville d'Amiens, dans le département de la Somme.

## Historique
Il existait une église Saint Jacques au milieu du XVe siècle au même endroit que l'église actuelle. Elle fut démolie en 1833. Une nouvelle église fut construite en 1835 sur les plans de l'architecte François-Auguste Cheussey. Un incendie la détruisit partiellement en 1857, elle fut reconstruite par l'architecte de la ville Louis Vigreux. L’édifice fut entouré de grilles provenant de l'ancien cimetière Saint-Denis, en 1839. Ces grilles sont aujourd'hui disparues.
Pendant la Première Guerre mondiale, les bombardements allemands de 1918 endommagèrent l'église et son mobilier : la chaire à prêcher avec sa grille en fonte décorative, une chapelle dédiée à saint Jean-Baptiste, la gloire de Duthoit dans la chapelle absidiale, une chapelle dédiée à Notre-Dame des Victoires, un groupe sculpté représentant la Vierge à l'Enfant, œuvre de Louis Duthoit. 
Victime des bombardements de 1940, l'église, dévastée lors de la Seconde Guerre mondiale, fut restaurée, en 1964, par l'architecte Arduin. Les façades nord et sud furent reconstruites, et la décoration intérieure fut rénovée dans le style contemporain.

## Caractéristiques
L'église Saint-Jacques d'Amiens est de style néoclassique. La façade antérieure est composée d'un portique tétrastyle surmonté d´un étage de style grec ; elle est percée de trois portes sans ornements donnant accès à l'intérieur. 
La tour du clocher hors œuvre est située contre l'abside.
La nef haute de 19,30 m est soutenue par des pilastres d´ordre dorique, accompagnés de colonnes engagées. La voûte est percée de douze fenêtres. 
Le décor intérieur est l’œuvre des peintres Lefebvre-Daussy et Nicolas Cauchemont.
L'orgue actuel a été construit en 1963 par Curt Schwenkedel. C'est Georges Lhote qui réalisa les plans et le buffet de cet instrument en remplacement de l'orgue précédent détruit pendant la Seconde Guerre mondiale.